# والتر كروغر
والتر كروغر (بالألمانية: Walter Krüger)‏ هو ضابط ألماني، ولد في 27 فبراير 1890 في ستراسبورغ في فرنسا، وتوفي في 22 مايو 1945 في ليبايا في لاتفيا.